# Jelisavetgradský újezd
Jelisavetgradský újezd (rusky Елисаветгра́дскій уѣ́здъ, Jelisavetgradskij uѣzd, ukrajinsky Єлисаветгра́дський пові́т, Elisavetgráds'kij povít) byl újezd Chersonské gubernie Ruského impéria se správním centrem v Jelisavetgradu (dnešní Kropyvnyckyj). Na severu sousedil se Zvenigorodským a Čigirinským újezdem Kyjevské gubernie, na východě s Aleksandrijským újezdem, na jihu s Chersonským uezdem a na západě s Ananevským újezdem. Újezd odpovídal Kirovohradské a Mykolajivské oblasti.

## Obyvatelstvo
V době sčítání lidu v Ruském impériu 28. ledna měl Jelisavetgradský újezd 613 283 obyvatel, z toho 309 089 mužů a 304 194 žen. Většina obyvatel uvedla jako svůj mateřský jazyk maloruský jazyk, významná byla velkoruská, židovská a rumunsky mluvící menšina.
| Jazyk         | Rodilý mluvčí | Procenta |
| ------------- | ------------- | -------- |
| Maloruština   | 405 546       | 66,13    |
| Velkoruština  | 93 381        | 15,23    |
| Židovský      | 57 581        | 9,39     |
| Rumunština    | 36 819        | 6,00     |
| Bílá ruština  | 5 842         | 0,95     |
| Němčina       | 5 445         | 0,89     |
| Bulharština   | 4 608         | 0,75     |
| Polština      | 2 620         | 0,43     |
| Romština      | 433           | 0,07     |
| Tatarština    | 363           | 0,06     |
| Řečtina       | 148           | 0,02     |
| Čeština       | 89            | 0,01     |
| Turečtina     | 61            | 0,01     |
| Lotyština     | 49            | 0,01     |
| Francouzština | 34            | 0,01     |
| Arménština    | 23            | 0,00     |
| Angličtina    | 21            | 0,00     |
| Italština     | 15            | 0,00     |
| Jihoslovanský | 14            | 0,00     |
| Mordvinština  | 9             | 0,00     |
| Švédština     | 8             | 0,00     |
| Litevština    | 7             | 0,00     |
| Gruzínština   | 3             | 0,00     |
| Estonština    | 1             | 0,00     |
| Ostatní       | 163           | 0,03     |
| Celkem        | 613 283       | 100      |